# Taurus RT 88
Taurus RT 88 é um revólver fabricado no Brasil pela Taurus.

## Características
- Calibre .38 SPL [1]
- Nº de Tiros 6
- Peso 960 g
- Ação Simples e dupla
- Comprimento do Cano 76 mm (3 Polegadas)
- Comprimento Total 212 mm
- Miras: Massa de mira em rampa serrilhada, alça com regulagem micrométrica lateral e vertical
- Segurança: Barra de percussão
- Acabamento: inox alto brilho, oxidado alto brilho.